# Йоганн Фрідріх Науман
Йоганн Фрідріх Науман (нім. Johann Friedrich Naumann 1780-1857) — німецький орнітолог.

## Біографія
Йоганн Фрідріх був старшим з трьох синів Йоганна Андреаса Наумана (1747—1826), який теж цікавився птахами. У віці 9 років він почав малювати птахів. У 10 років він покинув школу в своєму селі і пішов в школу в Дессау, проте змушений був в тому ж самому році її кинути, щоб допомагати своєму батькові в сільському господарстві. Там він отримав можливість займатися місцевими птахами. У 1815 році з'явився перший твір з таксидермії, де він роз'яснював свій метод набивання опудал птахів. Пізніше він виготовив більшість мідних гравюр для книги свого батька Naturgeschichte der Vögel Deutschlands.
У 1821 році Науман продав свою колекцію птахів герцогу Фердинанду Ангальт-Кетенськогму за 2000 талерів і одночасно був призначений їх куратором. Вона була розміщена в замку герцога, в якому з 1835 року доступна для громадськості.
Протягом наступних років Науман зібрав понад 1280 зразків. У 1845 році в Кетені проходила зустріч орнітологів, яка була підготовкою до зборів в Лейпцигу в 1850 році, на якому було засновано Німецьке товариство орнітологів, одним із засновників якого (поряд з Бальдамусом і Гомаєром) був Науман. Перший офіційний журнал товариства називався Rhea (тільки 2 видання), потім Naumannia. У 1857 році Науман залишив роботу через захворювання очей. Він помер 15 серпня 1857 року і був похований в Прозігу поруч зі своєю дружиною Марі Юліаною Науман.

## Твори
- Taxidermie oder die Lehre, Thiere aller Klassen am einfachsten und zweckmäßigsten für Kabinette auszustopfen und aufzubewahren . Hemmerde & Schwetschke, Halle 1815
- Johann Andreas Naumann u. Johann Friedrich Naumann: Naturgeschichte der Vögel Deutschlands. Nach eigenen Erfahrungen entworfen. Fleischer, Leipzig 1822—1866, Band 1-13 (Grundlagenwerk der modernen Ornithologie)
- Die Naturgeschichte der Vögel Mitteleuropas. Hrsg. 1897—1905
- Die Vögel Mitteleuropas — eine Auswahl, hrsg. und mit einem Essay von Arnulf Conradi, Frankfurt am Main 2009 ISBN 978-3-8218-6223-1